# Guarani d'Oeste
Guarani d'Oeste är en kommun i Brasilien.   Den ligger i delstaten São Paulo, i den södra delen av landet, 500 km sydväst om huvudstaden Brasília. Antalet invånare är 1 969. Arean är 86 kvadratkilometer.
Terrängen i Guarani d'Oeste är huvudsakligen platt.
Omgivningarna runt Guarani d'Oeste är en mosaik av jordbruksmark och naturlig växtlighet. Runt Guarani d'Oeste är det glesbefolkat, med 14 invånare per kvadratkilometer.